# Dimitrij Borisovič Kabalevski
Dimitrij Borisovič Kabalevski (rusko Дмитрий Борисович Кабалевский), ruski skladatelj, pedagog in glasbeni teoretik, * 30. december 1904, Sankt-Peterburg, Rusija, † 14. februar 1987, Moskva, Sovjetska zveza.
Rojen je bil v družini, ki je pripadala sloju ruskega izobraženstva. V mladosti je nihal med pesništvom, glasbo in slikarstvom, pričel je študirati ekonomijo, vendar se je končno odločil za študij klavirja in kompozicije na moskovskem konservatoriju. Sprva se je preživljal s korepetiranjem, spremljanjem nemih filmov in poučevanjem klavirja, kasneje pa je postal je profesor na moskovskem konservatoriju, objavljal v glasbeni reviji Sovremennaja in deloval kot urednik pri glasbeni založbi Muzgiz. Zdi se, da sta neproblematičnost glasbene pisave, ki je docela zavezana romantični estetiki 19. stoletja in se naslanja na ljudsko glasbo ter politična neoporečnost Kabalevskemu prihranili težave, ki so jih v stalinističnem obdobju prestajali Sergej Prokofjev, Dmitrij Šostakovič in mnogi drugi manj znani sovjetski glasbeniki. Leta 1952 je postal tajnik društva sovjetskih skladateljev. Napisal je več godalnih kvartetov, klavirsko sonato in štiri koncerte za klavir in orkester, dva koncerta za violončelo, zapustil pa je tudi vrsto šolskih skladb za klavir in violino, pet oper, (med njimi je najbolj znana Miklavž Breugnon po romanu Romaina Rollanda), tri simfonije ter mnogo odrskih spremljav in glasbenih adaptacij. 
Pokopan je na moskovskem pokopališču Novodeviči.